# سیارک ۱۸۹۸۰
سیارک ۱۸۹۸۰ (به انگلیسی: 18980 Johannatang، نامگذاری:2000RY2) هجده هزار و نهصد و هشتادمین سیارک کشف شده‌است که در ۱ سپتامبر ۲۰۰۰ کشف شد.
قدر مطلق سیارک برابر ۱۴.۸ است.